# Фіцвільям (Нью-Гемпшир)
Фіцвільям (англ. Fitzwilliam) — місто (англ. town) в США, в окрузі Чешир штату Нью-Гемпшир. Населення — 2351 особа (2020).

## Демографія
Згідно з переписом 2010 року, у місті мешкало 2396 осіб у 973 домогосподарствах у складі 648 родин. Було 1257 помешкань
Расовий склад населення:
| - 96,6 % — білих - 0,6 % — азіатів - 0,4 % — корінних американців - 0,1 % — чорних або афроамериканців |

До двох чи більше рас належало 2,1 %. Частка іспаномовних становила 0,7 % від усіх жителів.
За віковим діапазоном населення розподілялося таким чином: 20,9 % — особи молодші 18 років, 65,2 % — особи у віці 18—64 років, 13,9 % — особи у віці 65 років та старші. Медіана віку мешканця становила 45,4 року. На 100 осіб жіночої статі у місті припадало 97,2 чоловіків;  на 100 жінок у віці від 18 років та старших — 97,6 чоловіків також старших 18 років.
Середній дохід на одне домашнє господарство  становив 79 993 долари США (медіана — 51 638), а середній дохід на одну сім'ю — 93 762 долари (медіана — 79 792). Медіана доходів становила 51 750 доларів для чоловіків та 42 266 доларів для жінок. За межею бідності перебувало 6,0 % осіб, у тому числі 4,9 % дітей у віці до 18 років та 6,6 % осіб у віці 65 років та старших.
Цивільне працевлаштоване населення становило 1241 особа. Основні галузі зайнятості: освіта, охорона здоров'я та соціальна допомога — 20,7 %, будівництво — 16,1 %, виробництво — 14,9 %, роздрібна торгівля — 14,5 %.